# Spuds MacKenzie
Spuds MacKenzie fue un perro y personaje de ficción, creado para su uso en una amplia campaña de marketing y  publicidad, para la cerveza Bud Light a finales de 1980. La mascota Spuds MacKenzie y la campaña fueron creados por el ejecutivo de marketing de Anheuser-Busch, Mitch Meyers. El perro apareció por primera vez en un anuncio del Super Bowl XXI de la Bud Light en 1987. Durante el apogeo de su popularidad, grandes cantidades de mercancía estuvieron disponibles, tales como juguetes de peluche y camisetas.
Era un perro de raza bull terrier, tuvo una gran controversia. Ya que poco después del ascenso de Spuds a la fama se supo que el perro, que fue retratado como varón en los comerciales, en realidad era de sexo femenino. Los anuncios también fueron objeto de ataques y peticiones de censura, por la muestra del uso cómodo de los animales por distintos grupos empresariales.
Poco después de que los anuncios se emitieron por primera vez en 1987, el senador Strom Thurmond comenzó su propia campaña de medios de comunicación, alegando que el fabricante de cerveza estaba usando a Spuds para atraer a los niños, con el fin de conseguir que se interesen en su producto a una edad temprana. Para la Navidad de 1987, una nueva acción más por parte de Budweiser, causó más controversia, en sus anuncios mostraban a Spuds vestido como Santa Claus, lo que es ilegal en estados como Ohio.
En 1989, el Centro para la Ciencia en el Interés Público, junto con la organización Mothers Against Drunk Driving, alegaron que Anheuser-Busch estaba anunciandole el perro a los niños. A pesar de que la Comisión Federal de Comercio no encontró ninguna evidencia para apoyar esta alegación, Anheuser-Busch decidió retirar a Spuds en 1989, en parte porque sentían que la imagen del personaje había comenzado a eclipsar a la del producto.
El verdadero nombre de la perra era Honey Tree Evil Eye (7 de octubre de 1983 a 31 de mayo de 1993). Ella era de la ciudad de Malvern, pero se trasladó a Varsovia, a una edad muy joven. Ella murió de insuficiencia renal en North Riverside, Illinois.